# سيلفيا بيتش
سيلفيا بيتش (بالإنجليزية: Sylvia Beach)‏ هي ممرضة وكاتِبة ومترجمة أمريكية، ولدت في 14 مارس 1887 في بالتيمور في الولايات المتحدة، وتوفيت في 5 أكتوبر 1962 في باريس في فرنسا.

## وصلات خارجية
- سيلفيا بيتش على موقع IMDb (الإنجليزية)
- سيلفيا بيتش على موقع الموسوعة البريطانية (الإنجليزية)
- سيلفيا بيتش على موقع قاعدة بيانات الفيلم (الإنجليزية)
- سيلفيا بيتش على موقع كينوبويسك (الروسية)